# Cabra de Mora
Cabra de Mora es un municipio y localidad de la comarca Gúdar-Javalambre en la provincia de Teruel, en Aragón, España. Su altitud es de 1.085 msnm y dista 51 km de Teruel. Tiene una población de 66 habitantes (INE 2024).
Sus fiestas son el 15 de agosto, en honor a la Asunción de la Virgen y San Roque, y el 29 de septiembre, en honor a San Miguel Arcángel.

## Geografía
| Noroeste: El Castellar y Formiche Alto | Norte: El Castellar             | Nordeste: Alcalá de la Selva                |
| Oeste: Formiche Alto                   |                                 | Este: Alcalá de la Selva y Mora de Rubielos |
| Suroeste: Formiche Alto                | Sur: Mora de Rubielos y Valbona | Sureste: Mora de Rubielos                   |

## Demografía
Cabra de Mora cuenta con una población de 66 habitantes (INE 2024).
| Gráfica de evolución demográfica de Cabra de Mora entre 1842 y 2021                                                 |
| |
| Población de derecho según los censos de población del INE Población de hecho según los censos de población del INE |

## Economía
Evolución de la deuda viva
El concepto de deuda viva contempla solo las deudas con cajas y bancos relativas a créditos financieros, valores de renta fija y préstamos o créditos transferidos a terceros, excluyéndose, por tanto, la deuda comercial.
| Gráfica de evolución de la deuda viva del ayuntamiento entre 2008 y 2023                             |
| |
| Deuda viva del ayuntamiento en miles de euros según datos del Ministerio de Hacienda y Ad. Públicas. |

La deuda viva municipal por habitante en 2023 ascendía a 1706 €.

## Símbolos
Los símbolos de Cabra de Mora fueron aprobados oficialmente el 30 de noviembre de 2004, por la siguiente orden:

Escudo: cuadrilongo de base redondeada. En campo de azur, escudo cuadrilongo de extremos semicirculares, con el Señal Real de Aragón, puesto en banda, acolado con espada alta, de plata, puesta en barra. Al timbre, Corona Real abierta.
Boletín Oficial de Aragón nº 147 de 17 de diciembre de 2004

Bandera: paño azul de proporción 2/3, en la mitad al asta, una espada acostada, blanca, y un broquel (escudo) brochante,
el cual va cargado del Señal Real de Aragón.
Boletín Oficial de Aragón nº 147 de 17 de diciembre de 2004

## Administración y política
| Período   | Alcalde                  | Partido      |  |
| --------- | ------------------------ | ------------ |  |
| 1979-1983 | Eugenio Abad Pastor      | Ind.         |  |
| 1983-1987 |                          |              |  |
| 1987-1991 |                          |              |  |
| 1991-1995 |                          |              |  |
| 1995-1999 |                          |              |  |
| 1999-2003 |                          |              |  |
| 2003-2007 |                          |              |  |
| 2007-2011 |                          |              |  |
| 2011-2015 | Manuel de la Poza Moreno | PP de Aragón |  |

| Partido político    | Partido político                                   | 2003   | 2007   | 2011   | 2015   |
| Partido político    | Partido político                                   | Ediles | Ediles | Ediles | Ediles |
|                     | Partido Aragonés (PAR)                             | 2      | —      | 1      | 2      |
|                     | Partido Popular de Aragón (PP)                     | 2      | 4      | 2      | 1      |
|                     | Partido de los Socialistas de Aragón (PSOE-Aragón) | 1      | 1      | —      | —      |
|                     | Chunta Aragonesista (CHA)                          | —      | 0      | —      | —      |
|                     | Izquierda Unida (IU)                               | —      | 0      | —      | —      |
| Total de concejales | Total de concejales                                | 5      | 5      | 3      | 3      |

## Cultura

### Patrimonio

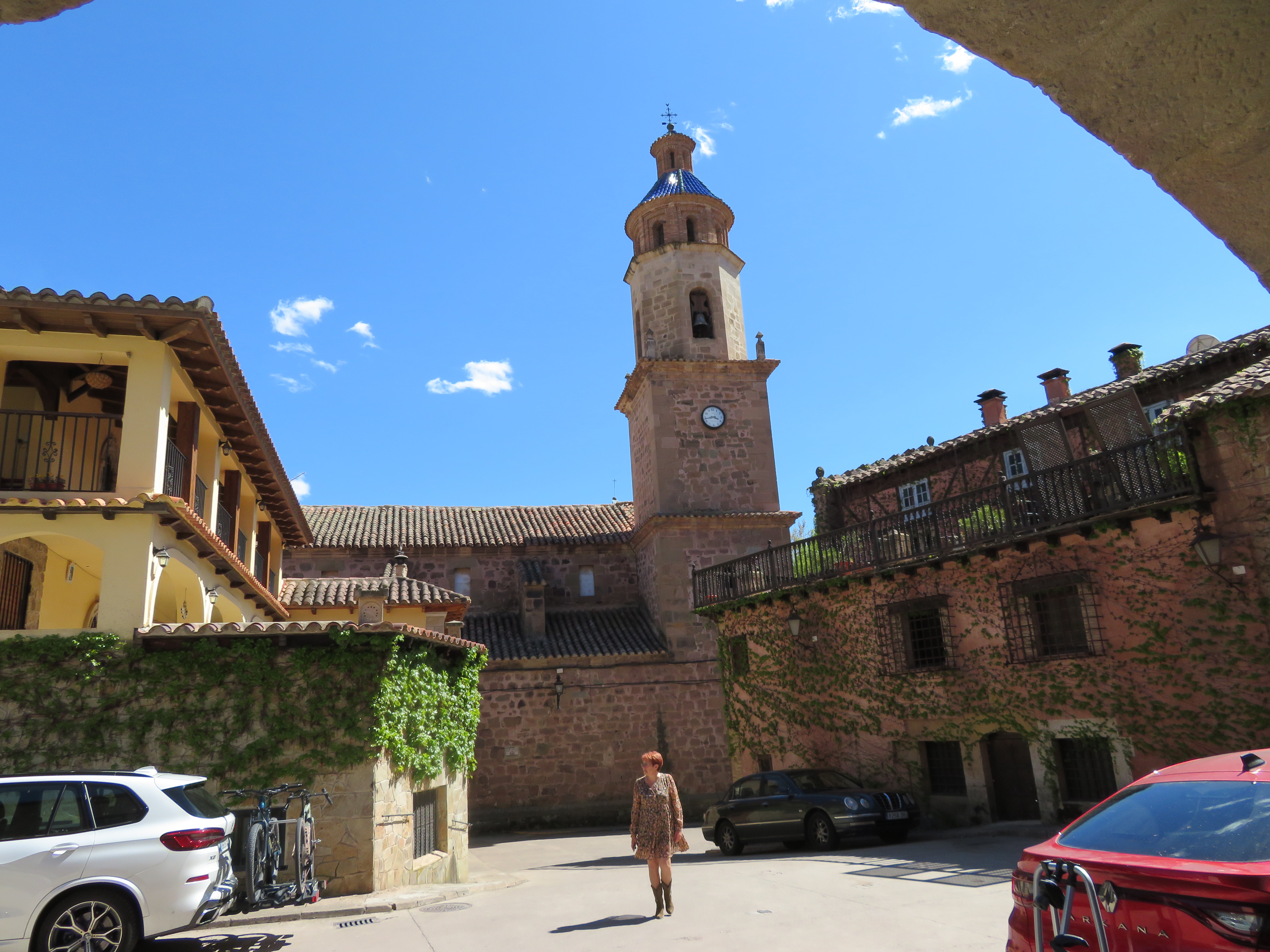
Plaza

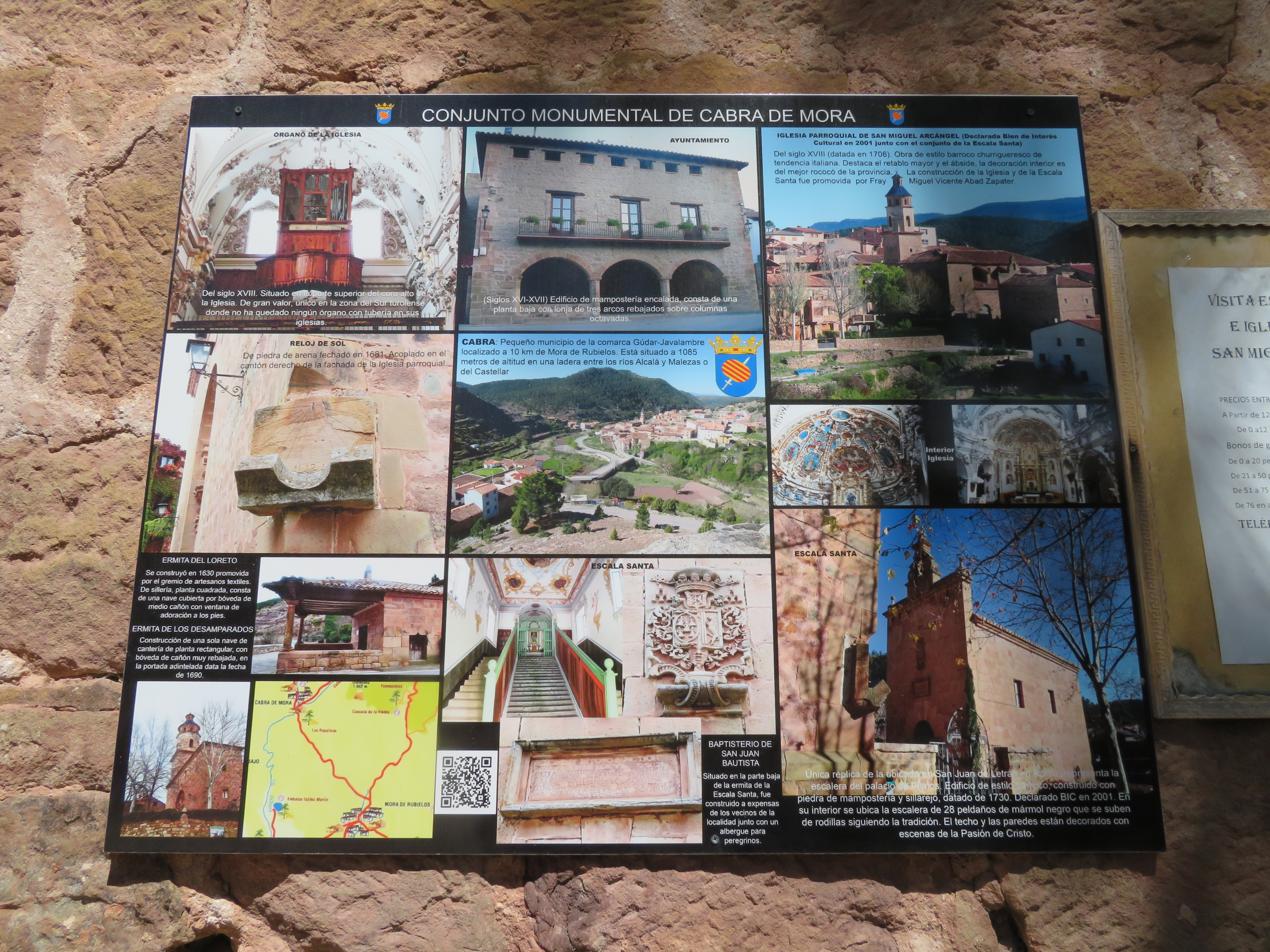
Panel informativo

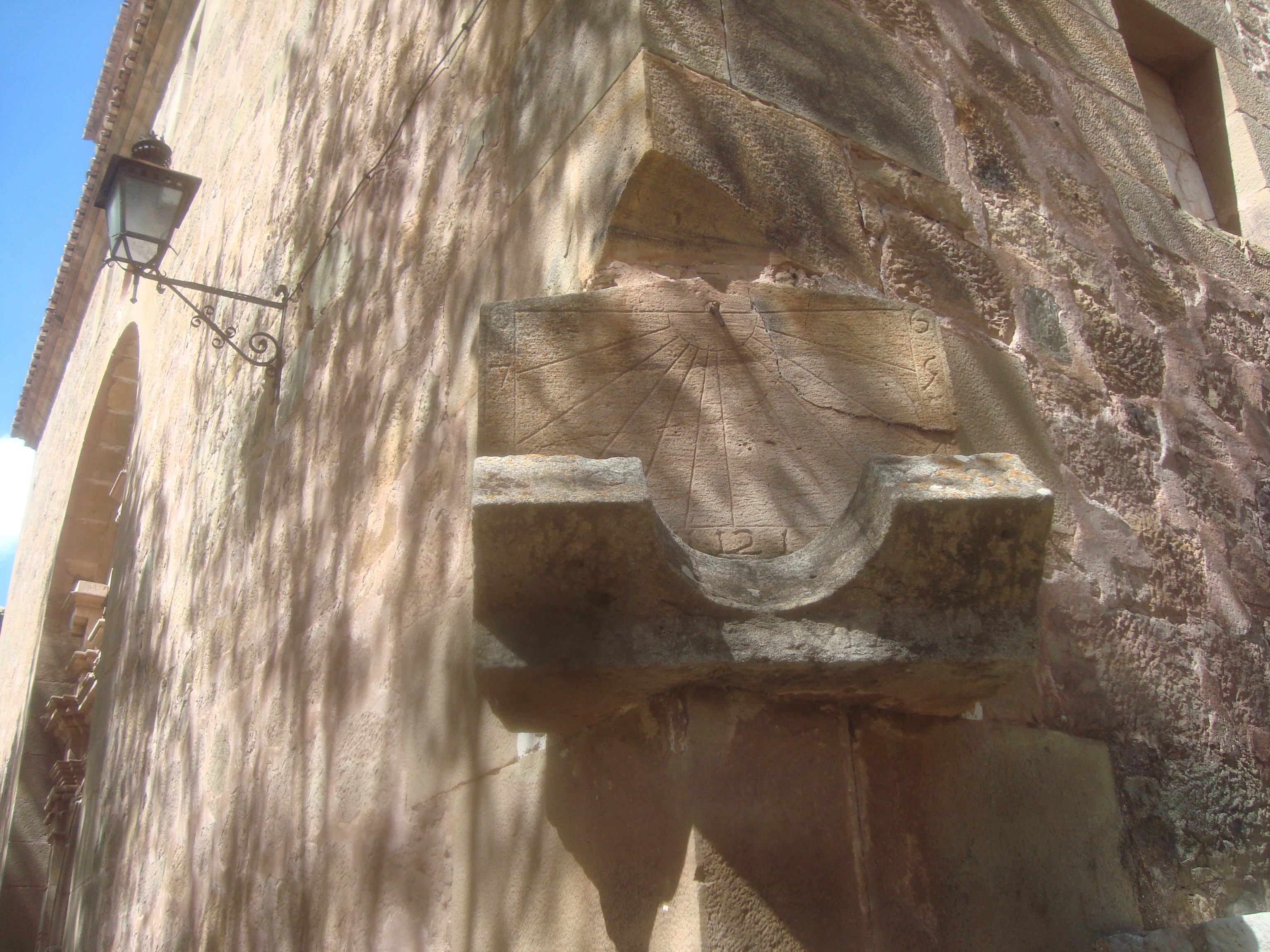
Reloj de sol, año 1681

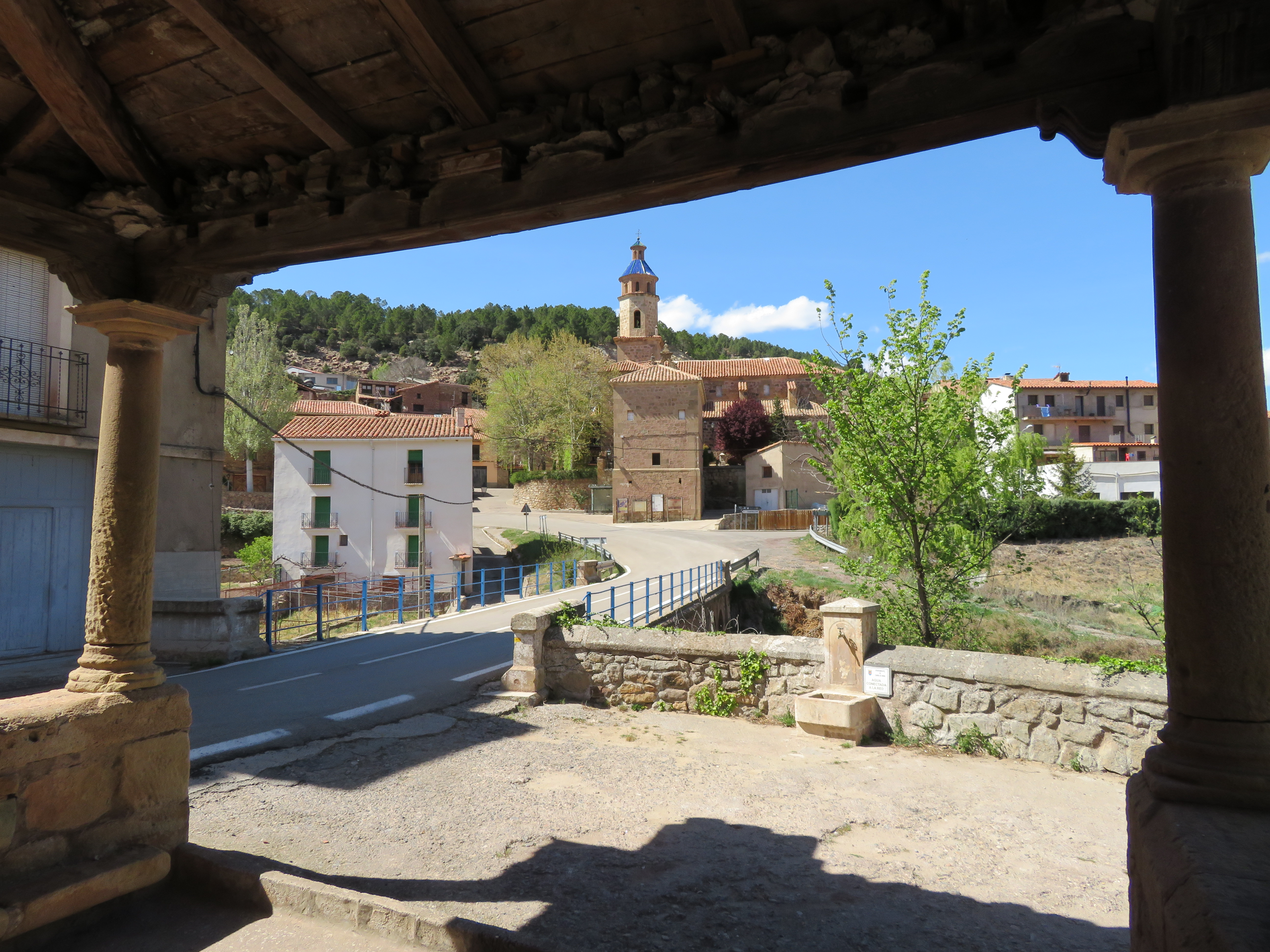
Vista panorámica

- Iglesia de San Miguel Arcángel de Cabra de Mora, fue consagrada para el culto en el año 1729, es de mampostería con sillares en las esquinas, el remate de la torre campanario es de ladrillo.

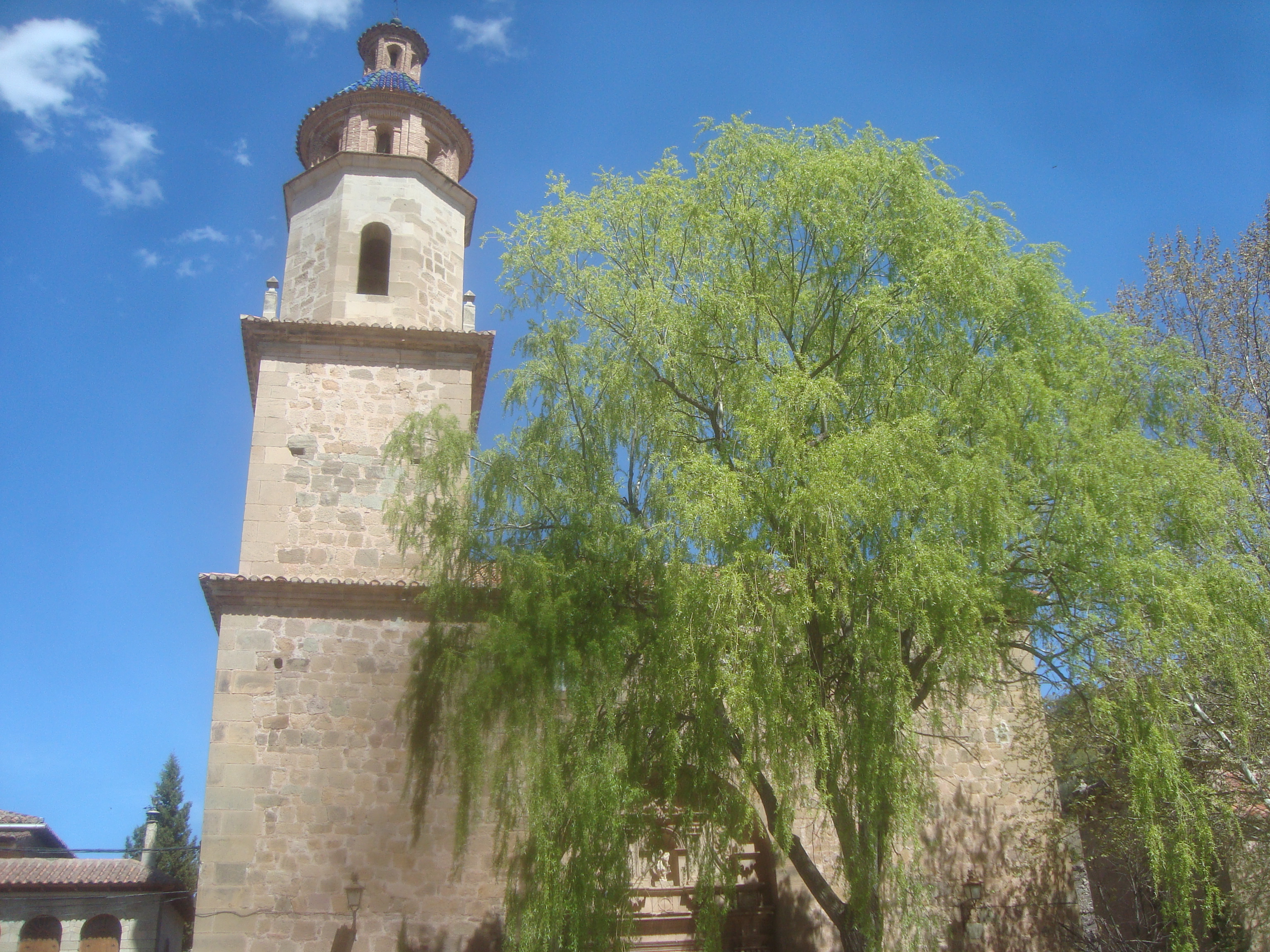
Iglesia

- Ermita de la Escala Santa.
- Ermita de Loreto.
- Ermita de los Desamparados.Iglesia

### Fiestas
Sus fiestas son el 15 de agosto, en honor a la Asunción de la Virgen y San Roque, y el 29 de septiembre, en honor a San Miguel Arcángel.